# Glicin
Glicin (Gly, G), 2-aminooctena kiselina, najjednostavnija aminokiselina među proteinskim aminokiselinama. 

Kemijska formula: NH2CH2COOH.
Molekula glicina nema postranični lanac, malog je volumena, što je posebno važno prilikom izgradnje određenih struktura (npr. kolagen).

## Fiziologija
Glicin je glavni inhibitorni neurotransmiter središnjeg živčanog sustava, leđne moždine, moždanog debla i retine.